# USS Wright (CVL-49)
«Райт» (англ. USS Wright (CVL-49)) — легкий авіаносець США типу «Сайпан».

## Історія служби

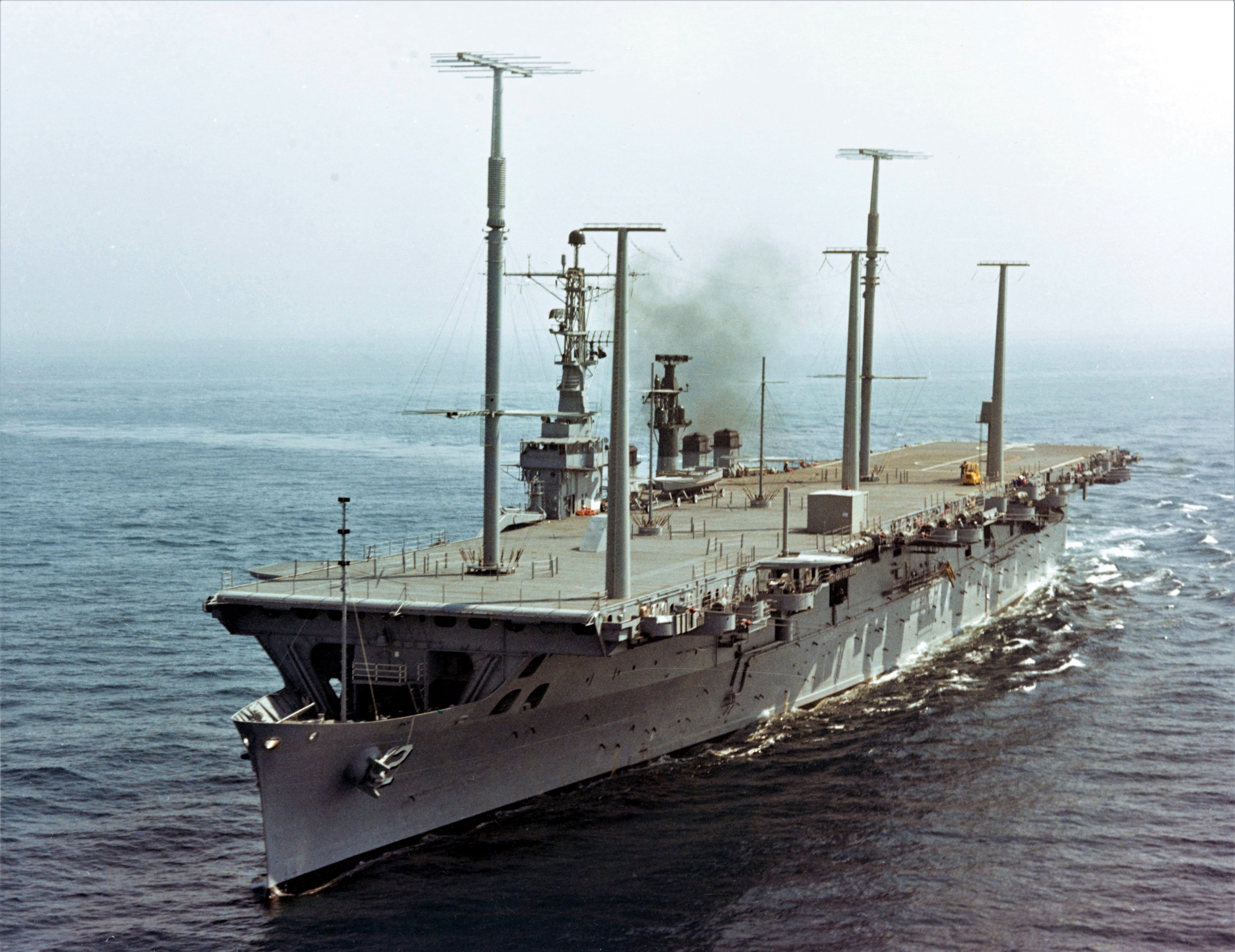
«Райт» (переобладнаний на CC-2), 1963 рік

Після вступу у стрій використовувався для навчання та підготовки морських льотчиків. З липня 1952 року входив до складу Атлантичного протичовнового оперативного з'єднання, потім знову використовувався як навчальний авіаносець.
15 березня 1956 року виведений у резерв. В 1962—1963 роках переобладнаний в корабель стратегічного управління (CC-2) та знову введений у стрій 11 травня 1963 року.
27 травня 1970 року виведений у резерв. 1 грудня 1977 року виключений зі списків флоту та зданий на злам у 1980 році.